# Ŝ
De letter ŝ (s met circonflexe) wordt gebruikt in de plantaal Esperanto en geeft de klank [ʃ] (in het Nederlands sj) aan.
Unicode gebruikt U+015C voor de hoofdletter (Ŝ) en U+015D voor de kleine letter (ŝ).